# Hydropsyche palawanensis
Hydropsyche palawanensis är en nattsländeart som beskrevs av Wolfram Mey 1998. Hydropsyche palawanensis ingår i släktet Hydropsyche och familjen ryssjenattsländor. Inga underarter finns listade i Catalogue of Life.